# Принстон (Индиана)
Принстон (англ. Princeton) — город и административный центр округа Гибсон в штате Индиана в Соединённых Штатах Америки.
Согласно данным переписи населения США 2020 года число жителей города 
составляло 8301 человек, что, для такого небольшого населённого пункта, существенно меньше, чем было во время предыдущей переписи проводившейся в 2010 году (8644 человека).

## История
Богатые сельскохозяйственные угодья с доступом к реке Огайо привлекли в этот район множество европейских колонистов, одним из которых был ирландский иммигрант по имени Уильям Принс (1772—1824), который прибыл в Новый Свет в возрасте 22-х лет. Позже он стал комиссаром округа Гибсон, и в его честь был назван административный центр округа — «Princeton».

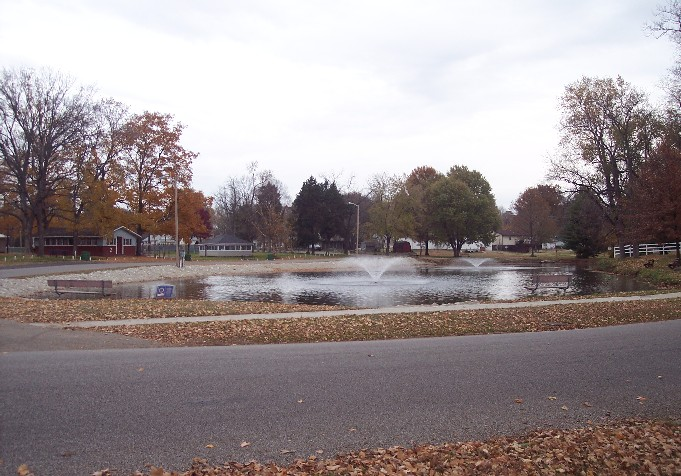
Парк в Принстоне

Первое отделение Почтовой службы США было открыто в Принстоне ещё в 1816 году, а первый номер местной газеты «Princeton Daily Clarion» вышел в 1846 году.
В шаговой доступности от Принстона Джошуа Лайлс — освобожденный раб из Теннесси основал Лайлс-Стейшн, которая служила убежищем для беглых рабов, которые переправлялись через реку Огайо на север, где было отменено рабство.
Линия железной дороги прошла через город в 1852 году, а депо Принстона было построено в 1875 году. Железная дорога стала благом для промышленности Принстона, в частности, здесь открыла свой филиал знаменитая на весь мир фирма «Heinz».
18 марта 1925 года в этом районе произошла одна из наиболее смертоносных вспышек торнадо за всю историю наблюдений. Стихия опустошила южную часть Принстона, убив 44 человека, ранив еще 146 и оставив сотни без крова.
Несколько архитектурных объектов города включены в Национальный реестр исторических мест США.

## География
Согласно данным Бюро переписи населения США, общая площадь города Принстона составляет 5,075 квадратных мили (13,14 км2), из которых 5,07 квадратных мили (13,13 км2 или 99,9%) — это суша и 0,005 квадратных мили (0,01 км2 или 0,1%) приходится на водную поверхность.

## Климат
Климат в этой области характеризуется жарким влажным летом и, как правило, мягкой или прохладной зимой. Согласно системе классификации климата Кёппена, в Принстоне влажный субтропический климат, на климатических картах обозначаемый аббревиатурой «Cfa».